# Alexandra Ripley
Alexandra Ripley, de soltera Braid (8 de enero de 1934 - 10 de enero de 2004) fue una escritora estadounidense más conocida como la autora de Scarlett (1991), escrita como secuela de Lo que el viento se llevó. Su primera novela fue Who's the Lady in the President's Bed? (1972). Charleston (1981), su primera novela histórica, fue un superventas, al igual que sus siguientes libros Al dejar Charleston (1984), The Time Returns (1985) y El legado de Nueva Orleans (1987). 

## Biografía
Nacida como Alexandra Elizabeth Braid en Charleston, Carolina del Sur, asistió al colegio de élite Ashley Hall y obtuvo una licenciatura en artes del Vassar College en Poughkeepsie, Nueva York en 1955 con especialización en ruso. Estuvo casada tres veces; desde 1958 a 1963 con Leonard Ripley, uno de los primeros socios e ingeniero de grabación en Elektra Records, desde 1971 hasta 1981 con Thomas Martin Garlock (1929-2008), y desde 1981 con John Vincent Graham (1926-2007), exprofesor en la Universidad de Virginia, de quien estaba legalmente separada en el momento de su muerte. 
Murió por causas naturales en su casa de Richmond, Virginia, y le sobreviven dos hijas de su primer matrimonio con Leonard Ripley, un yerno y una nieta, Alexandra Elizabeth (su homónima).

## Novelas
- 1972: Who's the Lady in the President's Bed? (como B.K. Ripley)
- 1981: Charleston
- 1984: Al dejar Charleston
- 1985: The Time Returns
- 1987: El Legado de Nueva Orleans
- 1991: Scarlett
- 1994: Desde los campos de oro
- 1997: Un amor divino

## No ficción
- 1974: Caril (como BK Ripley, con Nanette Beaver y Patrick Trese)